# Laura (álbum)
Laura es el título del segundo álbum de Laura Pausini, lanzado en 1994, después de su participación en el Festival de la Canción de San Remo de ese año, donde se clasificó en tercer lugar en la categoría Big, con la canción Strani Amori.
El sencillo «Strani amori» tiene gran éxito, impulsando también las ventas del álbum que fueron de más de 4 millones en todo el mundo, el cual permanece en las listas de popularidad muchos meses después de su publicación, resultando en el sexto disco más vendido de 1994.
El disco está dedicado a Silvia Pausini, hermana de la cantante.

## Lista de canciones
| #   | Título | Duración |
| --- | --- | -------- |
| 01. | “Gente” • Música: Arcangelo Valsiglio • Letra: Cheope, Marco Marati                                         | 4:30     |
| 02. | “Lui non sta con te” • Música: Arcangelo Valsiglio, Roberto Buti • Letra: Cheope, Marco Marati              | 3:45     |
| 03. | “Strani amori” • Música: Arcangelo Valsiglio, Roberto Buti • Letra: Cheope, Marco Marati, Francesco Tanini  | 4:10     |
| 04. | “Ragazze che” • Música: Arcangelo Valsiglio, Roberto Buti • Letra: Cheope, Marco Marati                     | 4:30     |
| 05. | “Il coraggio che non c’è” • Música: Arcangelo Valsiglio • Letra: Cheope, Marco Marati                       | 4:35     |
| 06. | “Un amico è così” • Música: Arcangelo Valsiglio, Roberto Buti • Letra: Cheope, Marco Marati                 | 4:10     |
| 07. | “Amori infiniti” • Música: Arcangelo Valsiglio, Roberto Buti • Letra: Cheope, Stefano Jurgens, Marco Marati | 3:40     |
| 08. | “Cani e gatti” • Música: Arcangelo Valsiglio, Giuseppe Carella • Letra: Cheope                              | 5:03     |
| 09. | “Anni miei” • Música: Arcangelo Valsiglio, Salvatore Monetti • Letra: Cheope, Marco Marati                  | 4:15     |
| 10. | “Lettera” • Música: Arcangelo Valsiglio, Giovanni Salvatori • Letra: Cheope, Marco Marati                   | 3:42     |

## Posicionamiento en las listas musicales
| Chart (1994–1995)     | Peak position |
| --------------------- | ------------- |
| Belgian Albums Chart  | 3             |
| Chilean Albums Chart  | 6             |
| Dutch Albums Chart    | 1             |
| European Albums Chart | 13            |
| Finnish Albums Chart  | 7             |
| French Albums Chart   | 21            |
| Italian Albums Chart  | 2             |
| Swiss Albums Chart    | 4             |

### Posicionamiento a final de año
| Chart (1994)         | Posición |
| -------------------- | -------- |
| Italian Albums Chart | 6        |
| Swiss Albums Chart   | 6        |

## Certificaciones
| Territorio   | Organismo certificador | Certificación | Ventas certificadas | Simbolización | Ref.   |
| ------------ | ---------------------- | ------------- | ------------------- | ------------- | ------ |
| Argentina    | CAPIF                  | Platino       | 100 000             | ▲             | [ 12 ] |
| Brasil       | ABPD                   | Oro           | 150 000             | ●             | [ 13 ] |
| Italia       | FIMI                   | 4x Platino    | 400 000             | ▲             | [ 14 ] |
| Países Bajos | NVPI                   | Platino       | 100 000             | ▲             | [ 15 ] |
| Suiza        | IFPI — Suiza           | 2x Platino    | 100 000             | 2▲            | [ 16 ] |
| Europa       | IFPI                   | Platino       | 1 000               | ▲             | [ 17 ] |